# Stadion SKA we Lwowie
Stadion SKA (ukr. Стадіон НСБ ЛВС МОУ «СКА») – wielofunkcyjny stadion we Lwowie na Ukrainie.
Stadion SKA we Lwowie został zbudowany w latach 50. XX wieku. Po rekonstrukcji stadion dostosowano do wymóg standardów UEFA i FIFA, wymieniono część starych siedzeń na siedzenia z tworzywa sztucznego. Rekonstruowany stadion może pomieścić 16 724 widzów. Domowa arena klubu speedway SKA Speedway Lwów oraz piłkarskiego Karpaty-2 Lwów.